# J. J. Feild
John Joseph Feild, plus connu sous le nom de JJ Feild, est un acteur américano-britannique né le 1er avril 1978 à Boulder, dans le Colorado.

## Biographie
Fils de l'écrivain et musicien britannique Richard Timothy Feild dit Reshad Feild, et d'une Américaine, il déménage avec ses parents à Londres alors qu'il est encore bébé.
Pendant sa scolarité, il fréquente le Fine Arts College avant d'intégrer la Webber Douglas Academy of Dramatic Art à l'âge de dix-sept ans.

### Vie privée
Il est en couple avec l'actrice Neve Campbell, avec laquelle il a eu un fils, Caspian, né en août 2012,. Ils adoptent un fils, Raynor en 2018.

## Filmographie

### Cinéma
- 2001 :  Last Orders de Fred Schepisi : Jack
- 2002 : K-19 : Le Piège des profondeurs (K-19: The Widowmaker) de Kathryn Bigelow : Andrei
- 2002 : The Intended :  Hamish Winslow  the Dead :  Adam Western
- 2003 : The Tulse Luper Suitcases de Peter Greenaway : Tulse Luper
- 2006 : Ô Jérusalem d’Élie Chouraqui : Bobby Goldman
- 2008 : Telstar : The Joe Meek Story de Nick Moran : Heinz Burt
- 2009 : Blood : The Last Vampire de Chris Nahon : Luke
- 2009 : Goal! 3: Taking on the World d'Andy Morahan : Liam Adams
- 2010 : Centurion de Neil Marshall : Thax
- 2010 : Troisième étoile à droite (Third Star) d'Hattie Dalton : Miles
- 2011 : Captain America : First Avenger (Captain America : The First Avenger) de Joe Johnston: James Montgomery Falsworth
- 2013 : Austenland de Jerusha Hess : Henry Nobley
- 2014 : Témoin gênant (Not Safe for Work) de Joe Johnston : Le tueur
- 2014 : Borgríki 2 d'Olaf de Fleur Johannesson : Marcus
- 2017 : My Wonder Women (Professor Marston and The Wonder Women) d'Angela Robinson : Charles Guyette
- 2018 : The Etruscan Smile d'Oded Binnun et Mihal Brezis : Ian
- 2019 : Le Mans 66 (Ford v. Ferrari) de James Mangold : Roy Lunn

- 2024 : scream 7

### Télévision

#### Séries télévisées
- 1999 : The Bill : Jamie
- 1999 : Heartbeat : Jonno
- 2000 : Reach for the Moon : Anthony Harris
- 2000 : Hope and Glory : Dylan Ferguson
- 2000 : Masterpiece : Jim
- 2001 : Jack et le haricot magique (Jack and the Beanstalk : The Real Story) : Jack jeune
- 2001 : Perfect Strangers : Richard
- 2004 : Meurtres en sommeil (Waking the Dead) : Adam Western
- 2004 : Hercule Poirot (Agatha Christie's Poirot) : Simon Doyle
- 2005 : To the Ends of the Earth : Lieutenant Deverel
- 2009 : Pure Mule : The Last Weekend : Tom Stafford
- 2011 : Miss Marple (Agatha Christie's Marple) : Paul Osbourne
- 2014 : The Musketeers : Marsac
- 2016 : Turn : Major John André
- 2016 : Stag : Ledge / Sledge
- 2018 : The Romanoffs : Jack Edgar
- 2019 : Charlie, monte le son (Turn Up Charlie) : David
- 2019 - 2020 : New Amsterdam : Dr Zach Ligon
- 2019 - 2021 : Perdus dans l'espace (Lost in Space) : Ben Adler
- 2020 : Soulmates : Nathan
- 2022 : Périphériques, les mondes de Flynne (The Peripheral) : Lev Zubov

#### Téléfilms
- 2001 : The Life and Adventures of Nicholas Nickleby de Stephen Whittaker : Frank Cheeryble
- 2006 : The Secret Life of Mrs. Beeton de Jon Jones : Sam Beeton
- 2006 : La malédiction du rubis (The Ruby in the Smoke) de Brian Percival : Frederick Garland
- 2007 : Northanger Abbey de Jon Jones : Henry Tilney
- 2007 : Le mystère de l'étoile Polaire (The Shadow in the North) de John Alexander : Frederick Garland
- 2011 : Ronde de nuit (The Night Watch) de Richard Laxton : Robert Fraser